# Jean Paul Ntsogo Boya
Jean Paul Ntsogo Boya (* 23. září 1984, Yaoundé) je kamerunský fotbalový záložník, v současnosti bez angažmá.

## Klubová kariéra
Svoji fotbalovou kariéru začal v Victoria Shooting Star. Mezi jeho další angažmá patří: Sahel FC, Coton Sport FC de Garoua, Jeunesse Star Yaoundé a DAC 1904 Dunajská Streda.